# Craugastor occidentalis
Craugastor occidentalis es una especie de anfibio anuro de la familia Craugastoridae.

## Distribución geográfica
Esta especie es endémica de México. Habita en Zacatecas, Nayarit, Jalisco, Colima y Michoacán.

## Publicaciones originales
- Boulenger, 1898 : Fourth report on additions to the batrachian collection in the Natural History Museum. Proceedings of the Zoological Society of London, vol. 1898, p. 473-482
- Taylor, 1941 : Some Mexican frogs. Proceedings of the Biological Society of Washington, vol. 54, p. 87-94[5]